# Michel Goedert
Michel Goedert FRS (Luxemburgo) é um neurocientista luxemburguês-britânico.
Em 2018 foi um dos quatro recipientes do Prêmio Brain. Recebeu o Prêmio Potamkin de 1998. Recebeu a Medalha Real de 2019.

## Obras
- Irene Litvan, ed. (2005). «Neurodegenerative α-Synucleinopathies». Atypical Parkinsonian disorders: clinical and research aspects. [S.l.]: Springer. ISBN 978-1-58829-331-2